# تشارلز سميث روذرفورد
تشارلز سميث روذرفورد هو عسكري كندي، ولد في 9 فبراير 1892 في Cramahe, Ontario ‏ في كندا، وتوفي في 11 يونيو 1989 في أوتاوا في كندا.